# Вікторове
Ві́кторове — село в Україні, у Глухівській міській громаді Шосткинського району Сумської області. Населення становить 308 осіб. До 2020 орган місцевого самоврядування — Уздицька сільська рада.

## Географія
Село Викторове розташоване на правому березі річки Есмень, вище за течією на відстані 4 км розташоване село Перемога, нижче за течією на відстані 2,5 км розташоване село Мацкове, на протилежному березі — село Баничі. 
Біля села розташовані великі відстійники.

## Історія
12 червня 2020 року, відповідно до розпорядження Кабінету Міністрів України № 723-р «Про визначення адміністративних центрів та затвердження територій територіальних громад Сумської області», село увійшло до складу Глухівської міської громади.
19 липня 2020 року, в результаті адміністративно-територіальної реформи та ліквідації Глухівського району, село увійшло до складу новоутвореного Шосткинського району.

## Пам'ятки
У селі є братська могила радянських солдатів.

## Відомі люди
У селі народився поет О. О. Палажченко.